# Паршин Павло Анатолійович
Павло Анатолійович Паршин (нар. 5 серпня 1975, Житомир) — український футболіст, нападник. Відомий своїми виступами за вінницьку «Ниву» та житомирське «Полісся». Найкращий бомбардир першої ліги у сезоні 1999—2000.

## Виступи за збірну
Виступав за юнацьку збірну України U-18.

## Статистика виступів

### Професіональні клуби
| Сезон                  | Команда                | Чемпіонат              | Чемпіонат | Чемпіонат | Кубок | Кубок | Кубок | Єврокубки | Єврокубки | Єврокубки | Інші кубки | Інші кубки | Інші кубки | Всього | Всього |
| Сезон                  | Команда                | Змаг.                  | Матчі     | Голи      | Змаг. | Матчі | Голи  | Змаг.     | Матчі     | Голи      | Змаг.      | Матчі      | Голи       | Матчі  | Голи   |
| ---------------------- | ---------------------- | ---------------------- | --------- | --------- | ----- | ----- | ----- | --------- | --------- | --------- | ---------- | ---------- | ---------- | ------ | ------ |
| 1992—1993              | «Динамо-2»             | 1Л                     | 28        | 5         | КУ    | 2     | 1     | —         | —         | —         | —          | —          | —          | 30     | 6      |
| 1993—1994              | «Динамо-2»             | 1Л                     | 18        | 4         | КУ    | 1     | 1     | —         | —         | —         | —          | —          | —          | 19     | 5      |
| 1994—1995              | «Динамо-2»             | 1Л                     | 14        | 0         | КУ    | 3     | 0     | —         | —         | —         | —          | —          | —          | 17     | 0      |
| Всього в «Динамо-2»    | Всього в «Динамо-2»    | Всього в «Динамо-2»    | 60        | 9         |       | 6     | 2     |           | 0         | 0         |            | 0          | 0          | 66     | 11     |
| 1994—1995              | «Нива» В               | ВЛ                     | 12        | 0         | КУ    | 2     | 0     | —         | —         | —         | —          | —          | —          | 14     | 0      |
| 1995—1996              | «Нива» В               | ВЛ                     | 23        | 1         | КУ    | 4     | 1     | —         | —         | —         | —          | —          | —          | 27     | 2      |
| 1996—1997              | «Нива» В               | ВЛ                     | 23        | 1         | КУ    | 4     | 1     | КВК       | 3         | 0         | —          | —          | —          | 30     | 2      |
| Всього в «Ниві» В      | Всього в «Ниві» В      | Всього в «Ниві» В      | 58        | 2         |       | 10    | 2     |           | 3         | 0         |            | 0          | 0          | 71     | 4      |
| 1997—1998              | «Металург» Н           | 1Л                     | 19        | 5         | КУ    | 2     | 0     | —         | —         | —         | —          | —          | —          | 21     | 5      |
| Всього в «Металурзі» Н | Всього в «Металурзі» Н | Всього в «Металурзі» Н | 19        | 5         |       | 2     | 0     |           | 0         | 0         |            | 0          | 0          | 21     | 5      |
| 1997—1998              | «Полісся»              | 1Л                     | 20        | 10        | КУ    | 0     | 0     | —         | —         | —         | —          | —          | —          | 20     | 10     |
| 1998—1999              | «Полісся»              | 1Л                     | 35        | 11        | КУ    | 2     | 0     | —         | —         | —         | —          | —          | —          | 37     | 11     |
| 1999—2000              | «Полісся»              | 1Л                     | 32        | 17        | КУ    | 1     | 2     | —         | —         | —         | —          | —          | —          | 33     | 19     |
| 2000—2001              | «Полісся»              | 2Л                     | 15        | 12        | КУ    | 0     | 0     | —         | —         | —         | КДЛ        | 2          | 3          | 17     | 15     |
| 2000—2001              | «Прикарпаття»          | 1Л                     | 10        | 0         | КУ    | 0     | 0     | —         | —         | —         | —          | —          | —          | 10     | 0      |
| 2000—2001              | «Прикарпаття-2»        | 2Л                     | 2         | 0         | —     | —     | —     | —         | —         | —         | —          | —          | —          | 2      | 0      |
| Всього в «Прикарпатті» | Всього в «Прикарпатті» | Всього в «Прикарпатті» | 10        | 0         |       | 0     | 0     |           | 0         | 0         |            | 0          | 0          | 12     | 0      |
| 2001—2002              | «Полісся»              | 1Л                     | 34        | 14        | КУ    | 2     | 2     | —         | —         | —         | —          | —          | —          | 36     | 16     |
| 2002—2003              | «Полісся»              | 1Л                     | 32        | 9         | КУ    | 2     | 1     | —         | —         | —         | —          | —          | —          | 34     | 10     |
| 2003—2004              | «Полісся»              | 1Л                     | 34        | 7         | КУ    | 1     | 1     | —         | —         | —         | —          | —          | —          | 35     | 8      |
| 2004—2005              | «Полісся»              | 1Л                     | 16        | 2         | КУ    | 1     | 0     | —         | —         | —         | —          | —          | —          | 17     | 2      |
| Всього в «Поліссі»     | Всього в «Поліссі»     | Всього в «Поліссі»     | 218       | 82        |       | 9     | 6     |           | 0         | 0         |            | 2          | 3          | 229    | 91     |
| 2004—2005              | «Миколаїв»             | 1Л                     | 13        | 1         | КУ    | 0     | 0     | —         | —         | —         | —          | —          | —          | 13     | 1      |
| 2005—2006              | «Миколаїв»             | 2Л                     | 8         | 1         | КУ    | 0     | 0     | —         | —         | —         | —          | —          | —          | 8      | 1      |
| Всього в «Миколаєві»   | Всього в «Миколаєві»   | Всього в «Миколаєві»   | 21        | 2         |       | 0     | 0     |           | 0         | 0         |            | 0          | 0          | 21     | 2      |
| 2005—2006              | «Гірник»               | 2Л                     | 3         | 0         | КУ    | 0     | 0     | —         | —         | —         | —          | —          | —          | 3      | 0      |
| Всього в «Гірнику»     | Всього в «Гірнику»     | Всього в «Гірнику»     | 3         | 0         |       | 0     | 0     |           | 0         | 0         |            | 0          | 0          | 3      | 0      |
| Всього за кар'єру      | Всього за кар'єру      | Всього за кар'єру      | 391       | 100       |       | 27    | 10    |           | 3         | 0         |            | 2          | 3          | 423    | 113    |

### Аматорські клуби
| Сезон | Команда                  | Турнір                      | Матчі | Голи |
| ----- | ------------------------ | --------------------------- | ----- | ---- |
| 2006  | «Металург» Малин         | Чемпіонат України (аматори) | 3     | 0    |
| 2008  | СДЮШОР «Полісся»         | Чемпіонат України (аматори) | 3     | 0    |
| 2015  | «Пулини» Червоноармійськ | Чемпіонат Житомирщини       | 3     | 0    |

## Досягнення

### Клубні
- «Нива» В
  - Фіналіст кубку України (1): 1996
- «Полісся»
  - Чемпіон другої ліги (1): 2000-01 (група «А»)
  - Переможець кубку другої ліги (1): 2000-01

### Індивідуальні
- Найкращий бомбардир першої ліги: 1999-00